# アレハンドロ・デ・フンボルト国立公園
アレハンドロ・デ・フンボルト国立公園（スペイン語: Parque Nacional Alejandro de Humboldt）は、キューバのグアンタナモ州とオルギン州にまたがる国立公園である。総面積は714.4平方キロメートル。名前の由来はドイツの科学者アレクサンダー・フォン・フンボルトが1800年から1801年にかけてキューバを訪問したことに由来する。
大アンティル諸島のキューバ南東部の山岳地帯に位置し、その面積、標高差、岩石学においての複雑さ、地形の多様性、そして固有な植物相、動物相の豊かさが評価され、1987年に国立公園および周辺の海域を含む一帯の山岳雨林、雲霧林、カルスト地形の洞窟システム、マングローブやサンゴ礁はユネスコの生物圏保護区の「クチージャス・デル・トア生物圏保護区」に指定され、2001年に国立公園はUNESCOの世界遺産に登録された。
国立公園内を流れるトア川は、カリブ諸島において最大の河川である。この国立公園はキューバで最も多湿なところであるとされ、この湿気が生物多様性を育んできた。この国立公園の面積は、陸地面積685.72平方キロメートル（264.8 sq mi） および海域22.63平方キロメートル（8.7 sq mi）を含む711.4平方キロメートル（274.7 sq mi）である。標高差は海面から、エル・トルド（El Toldo）山頂の1,168メートル（3,832フィート）まである。岩石や土壌に含まれる有毒な蛇紋石とかんらん岩は植物の種の多様性に寄与し、ドラセナ属の一種 Dracaena cubensis やマキ属の一種 Podocarpus ekman のような900種以上のキューバ固有種、340種以上の地域固有種の植物が生えている。キューバで確認されている28種類の固有植物群系のうち、16種類がこの国立公園内で保護されている。
ハシジロキツツキ、キューバカギハシトビ、キューバソレノドン、オウム目、トカゲ、ハチドリ、フチア、カタツムリといった動物群がこの国立公園内で確認できる。海域にはアメリカマナティーが生息している。
20世紀の初頭に一帯の海岸の近くにあるいくつかの谷がココナッツやカカオのプランテーションに転用され、マツなどの伐採は1980年代まで続いたが、一帯の生態系の完全性は維持されている。また、一帯に豊富な鉱物資源は公園の生態系の保護に大きな脅威をもたらす可能性がある。

## 世界遺産

### 登録基準
この世界遺産は世界遺産登録基準のうち、以下の条件を満たし、登録された（以下の基準は世界遺産センター公表の登録基準からの翻訳、引用である）。
- (9) 陸上、淡水、沿岸および海洋生態系と動植物群集の進化と発達において進行しつつある重要な生態学的、生物学的プロセスを示す顕著な見本であるもの。
- (10) 生物多様性の本来的保全にとって、もっとも重要かつ意義深い自然生息地を含んでいるもの。これには科学上または保全上の観点から、すぐれて普遍的価値を持つ絶滅の恐れのある種の生息地などが含まれる。